# Maruta (nome)
Maruta  è un nome proprio di persona italiano maschile.

## Varianti
- Maschili: Marota

## Origine e diffusione
Il nome, attestato greco antico come Μαρουθα (Maroutha) e in latino come Marutha, è di origine semitica; etimologicamente, è legato al lemma siriaco mār, che vuol dire forse "signoria".
Alcune iscrizioni ebraiche trovate a Cesarea ne testimoniano l'uso tra gli ebrei tra il IV e l'VIII secolo; la diffusione in italiano moderno è scarsissima, ed il nome è ricordato principalmente per essere stato portato da san Maruta, un influente vescovo in Mesopotamia vissuto nel IV secolo, considerato il fondatore della Chiesa cristiana in Persia.

## Onomastico
L'onomastico si può festeggiare il 16 febbraio in ricordo di san Maruta, vescovo di Martiropoli, oppure il 27 marzo in memoria di san Maruta, uno dei martiri persiani, ucciso a Bardiaboch sotto Sapore II. La Chiesa ortodossa siriaca ricorda inoltre san Maruta di Tikrit, commemorato il 2 maggio.

## Persone
- Maruta, vescovo e santo persiano